# オゴメ
オゴメは、東京都三宅島に伝わる妖怪。

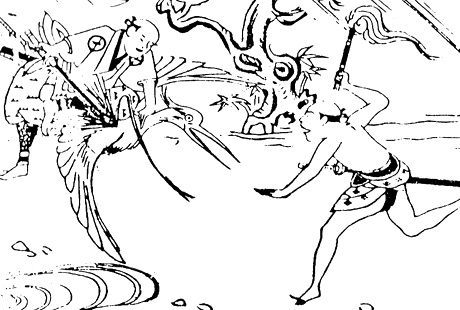
著者不詳『諸国百物語』より「靏の林、うぐめの化け物の事」

木の上で赤ちゃんの産声のような声で泣き、「オゴメ笑い」と呼ばれる特徴的な高笑いをするといわれる。姿を人に見せることはない。木魂（木の精霊）の一種とする説もある。
民俗学者・大間知篤三の著書『神津の花正月』では、三宅島の山中で笑い声をたてる怪鳥であり、別称をウグメとされている。産女を鳥の妖怪とする伝承があるが、オゴメはそれに類するものとの説もある。
延宝時代の怪談集『諸国百物語』にある「靏の林、うぐめの化け物の事」によれば、京の都の林に夜な夜な「うぐめ」という化け物が現れて赤ちゃんのような声で泣いたといい、ある者が正体を見極めようと刀で斬り落としたところ、その正体は大きなゴイサギだったという。